# Bukovka
Bukovka là một làng thuộc huyện Pardubice, vùng Pardubický, Cộng hòa Séc.